# Republiken Río Grande
Republiken Rio Grande var en republik i Nordamerika, belägen mellan Republiken Texas och Mexiko, som fanns under perioden 17 januari-6 november 1840.
Statens första huvudstad var Laredo, men senare blev det Guerrero, Tamaulipas och från mars 1840 och fram till upplösningen Victoria, Texas. Staten skapades, liksom republiken Texas och republiken Yucatán, genom en utbrytning ur Mexiko, vars delstater Coahuila, Nuevo León och Tamaulipas beslutade sig för att skapa en egen stat, då centralstyret i Mexiko stärkts.
Krig utbröt med Mexiko, och republiken Rio Grande gav upp den 6 november 1840 då general Antonio Canales Rosillo tackade ja till att bli general i Mexikos armé om republiken Rio Grande upplöstes.

## I dag
- Zapata County, Texas och staden Zapata är namngivna efter överse Jose Antonio de Zapata.
- Republic of the Rio Grande Capitol Building Museum finns i Laredo, Texas.
- Förutom de sex flaggor som historiskt har vajat över Texas, och som ofta används i diverse marknadsföringssammanhang, har Laredos dagstidning Morning Times även en sjunde flagga på sin logotyp: republiken Rio Grandes.